# Guatteria juninensis
Guatteria juninensis là một loài thực vật thuộc họ Annonaceae. Đây là loài đặc hữu của Peru.